# مارگارت تالر سینگر
مارگارت تالر سینگر (به انگلیسی: Margaret Thaler Singer) (زاده ۱۹۲۱ - درگذشته ۲۰۰۳) یک روانشناس اهل ایالات متحده آمریکا که ضد فرقه‌سازی بود. شستشوی مغزی و خانواده درمانی از عرصه‌های اصلی فعالیت وی بود. وی همچنین از بسیاری از نهادهای روانشناسی آمریکا جوایز و افتخاراتی را دریافت کرده بود. کتاب فرقه‌ها در میان ما از عمده‌ترین تألیفات وی است.